# Antoni I Ordelaffi
Antoni I Ordelaffi fou fill de Francesc III Ordelaffi. El 1433 va assolir la senyoria de Forlì. Es va casar amb Caterina Rangoni di Spilamberto el 1434. El 1436 va perdre la senyoria però la va recuperar el 1438 i la va mantenir durant deu anys.
Va morir el 1448 deixant fills menors d'edat i la vídua Caterina va assolir la regència però va cridar per ajudar-la al seu germà Ugo Rangoni que la va exercir del 1449 al 1454, quan els joves Francesc IV Ordelaffi i Pino III Ordelaffi el van expulsar de la ciutat.